# Кука (фильм)
«Ку́ка» — российский художественный фильм в жанре мелодрамы, поставленный режиссёром Ярославом Чеважевским в 2007 году. Это первый опыт режиссёра в большом кинематографе, известного по съёмкам нескольких сотен телевизионных рекламных клипов.

## Сюжет
Лена, молодая женщина из состоятельной московской семьи, попадает в полосу неприятностей. В один день она обнаруживает, что её жизнь рушится. Не найдя поддержки у родителей, Лена решает уехать из Москвы в Санкт-Петербург, чтобы начать жизнь заново. Как нельзя кстати выясняется, что в Петербурге пустует квартира, доставшаяся в наследство от бабушки.
В Питере Лена устраивается по объявлению на первую попавшуюся работу — в районную социальную службу.
Вместе с тем в фильме показывается, как в то же время живёт другая главная героиня фильма — шестилетняя девочка Кука, судьба которой трагична. Кука живёт совсем одна в дворницкой ветхого выселенного дома.
Однажды Лена замечает Куку на почте и тут же понимает, что ей немедленно нужна её помощь. Но Кука боится, что Лена, будучи социальным работником, отдаст её в детский дом, и незаметно исчезает.
После многих приключений Лена и Кука наконец-то вместе.

## В ролях
| Актёр               | Роль                                               |
| ------------------- | -------------------------------------------------- |
| Настя Добрынина     | Кука главная героиня                               |
| Дина Корзун         | Лена главная героиня                               |
| Ирина Купченко      | мама Лены                                          |
| Юрий Беляев         | Никита Константинович папа Лены                    |
| Дмитрий Дюжев       | Рома                                               |
| Александр Половцев  | Николай Алексеевич Барышев                         |
| Юрий Колокольников  | Жека                                               |
| Павел Деревянко     | Серёга                                             |
| Марина Голуб        | Клава                                              |
| Игорь Савочкин      | дядя Толик (Анатолий Сергачёв)                     |
| Андрей Ильин        | Лев Аркадьевич                                     |
| Анатолий Горин      | алкаш                                              |
| Маргарита Шубина    | Раиса Михайловна Савицкая директор детского приюта |
| Ксения Черноскутова | 3-я продавщица в детском отделе                    |

## Съёмочная группа
- Автор сценария и режиссёр: Ярослав Чеважевский
- Идея: Андрей Максименко, Денис Замрий, Владимир Головков
- Оператор: Антуан Вивас Денисов (США / Венесуэла)
- Художник-постановщик: Денис Куприн
- Режиссёр монтажа: Николай Булыгин
- Продюсеры: Натела Абуладзе, Максим Осадчий
- Исполнительные продюсеры: Александр Малинкович, Анна Эйбоженко

## Производство
На момент съёмок Настя Добрынина не умела читать и заучивала текст со слов матери, актрисы Алевтины Добрыниной, сыгравшей в фильме кассиршу.

Из интервью Я. Чеважевского журналу «ACTION»:
Мелодрама — очень непростой жанр. Мало кому удаётся нащупать ту незримую нить, которая по-настоящему тронет душу зрителя. И дело не только в сюжете. Сюжеты лучших мелодрам, которые я видел, очень просты. Важна форма, — считает он. — Я решил попробовать себя в мелодраме потому, что я, как современный зритель, испытываю нехватку искренних чувств в кинематографе. Мне кажется, что в кино нельзя только убивать и гнаться. Нужно ещё и сопереживать…

Из интервью А. Ковалёва газете «Вечерняя Москва»:

«Я сразу влюбился в этот фильм. Таких историй нам сегодня очень не хватает. А ведь они делают человека добрее и светлее. А что касается Насти… Мне уже кажется, что это моя дочка. Я просто не мог не помочь создателям этого фильма».

### Музыка
Над музыкальным оформлением картины работало сразу несколько известных музыкантов, среди которых Максим Фадеев, Анастасия Максимова, Сергей Баневич, Олег Воляндо, Юрий Игнатов, Сергей Парамонов. На одной из вечеринок «Кинотавра» певец, музыкант и сопродюсер «Куки» Андрей Ковалёв исполнил саундтрек «Ангел» из кинофильма. Исполнение песни сопровождалось танцем Насти Добрыниной в костюме маленькой феи.